# Wallfahrtskirche Wilparting

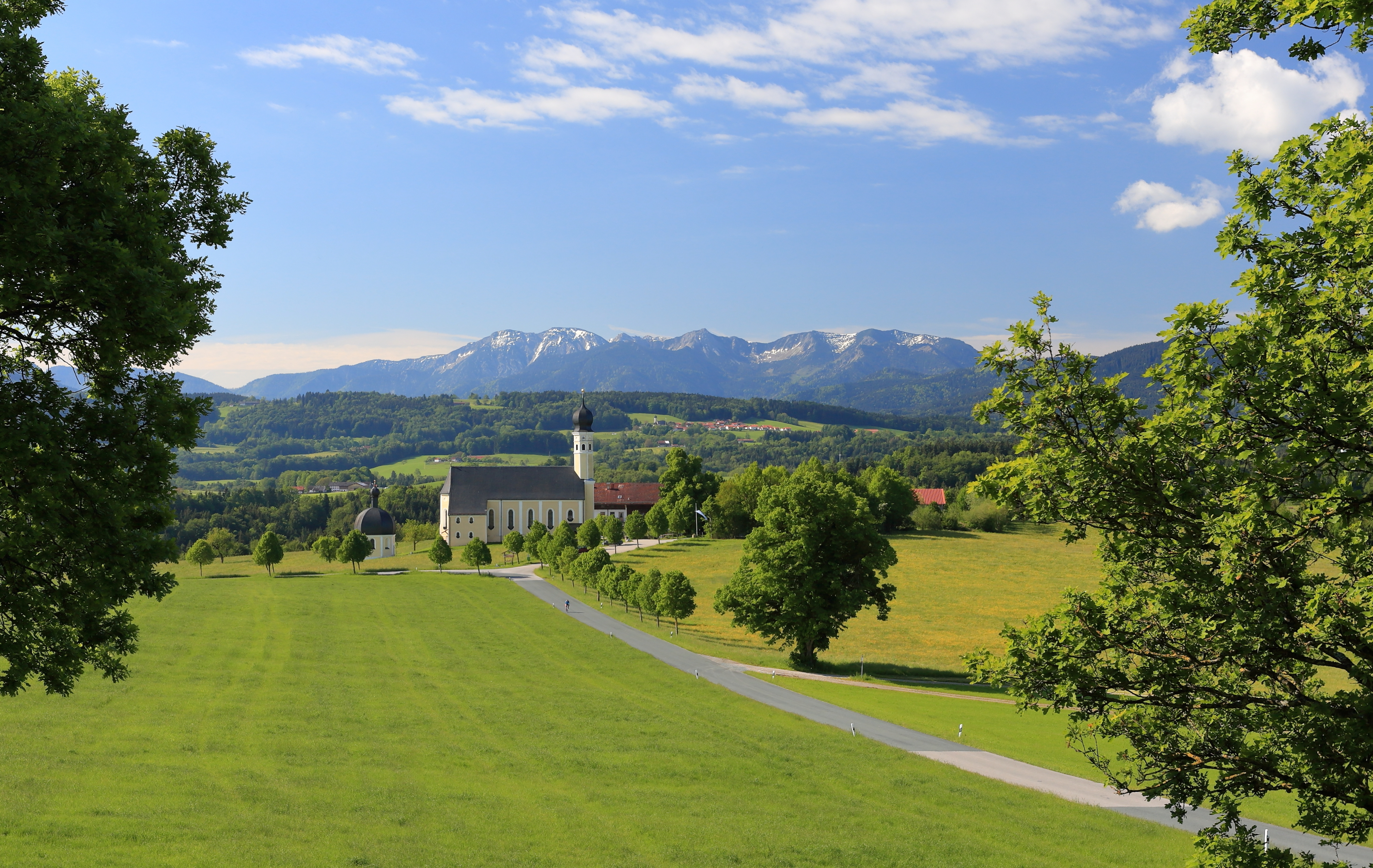
Wallfahrtskirche und Mangfallgebirge

Die Filial- und Wallfahrtskirche St. Marinus und Anian ist die katholische Dorfkirche von Wilparting, einem Ortsteil der Gemeinde Irschenberg im Landkreis Miesbach. Sie erhebt sich über dem Grab der beiden Heiligen, die kleine Veitskapelle bezeichnet die Stelle, an der sich die Zelle der Heiligen Marinus und Anianus befunden haben soll.

## Geschichte
Die Grabkirche der beiden Heiligen ist eine der ältesten christlichen Kultstätten in Bayern und seit weit über 1000 Jahren ein Wallfahrtsort.
Die heutige Kirche, vor der malerischen Kulisse des Mangfallgebirges eines der bekanntesten bayerischen Fotomotive, verdankt ihr barockes Äußeres der Erneuerung eines spätgotischen Baus im Jahre 1697 durch Johann Mayr d. Ä. von der Hausstatt (1643–1718). 

## Ausstattung

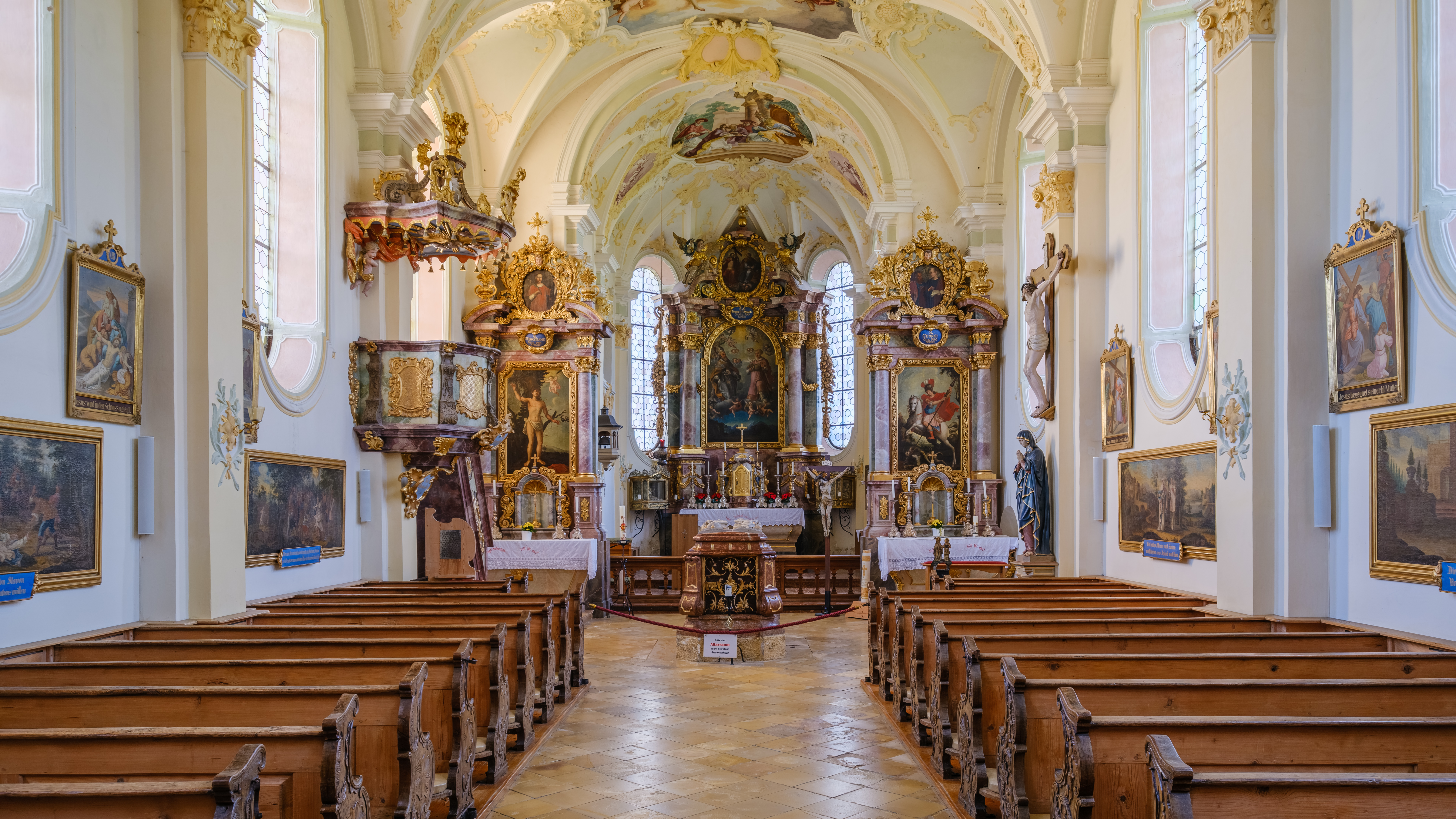
Innenansicht

Das Innere wird vornehmlich durch die Barockisierung von 1759 bestimmt. Kernstück der Kirche ist das monumentale Hochgrab der beiden Heiligen aus dem Jahr 1778.

### Orgel

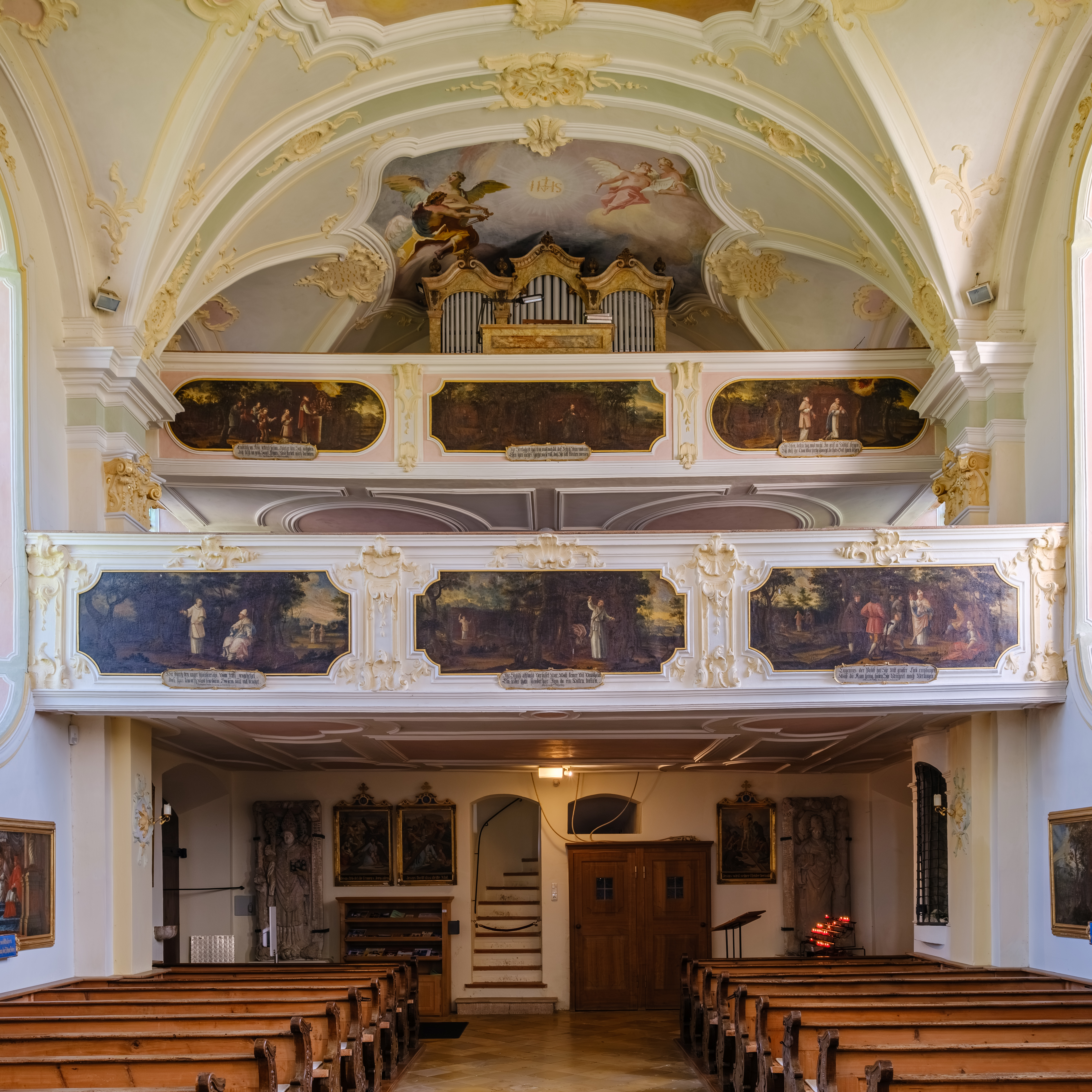
Orgel und Empore

Die Orgel wurde von Franz Borgias Maerz 1897 gebaut. Sie hat sieben Register, ein Manual und Pedal. Die Disposition lautet:
| Manual       |       |
| Principal    | 8′    |
| Gedackt      | 8′    |
| Salicional   | 8′    |
| Octav        | 4′    |
| Traversflöte | 4′    |
| Mixtur IV    | 2 ⁄3′ |

| Pedal  |     |
| Subbaß | 16′ |

- Koppeln: M/P
- Spielhilfen: Tutti
- Bemerkungen: Kegelladen, pneumatische Spiel- und Registertraktur, freistehender Spieltisch

## Sonstiges
Im südwestlich gelegenen „Moarhof“ wurden bis in die jüngere Zeit die Wallfahrer versorgt. Die Gastwirtschaft ist aktuell (2024) geschlossen. Bedeutsamstes Fest ist der Patroziniumstag am 15. November: Hierbei versammeln sich nach der Messe die Wallfahrer beim „Moarhof“ unter der mehrhundertjährigen Linde.

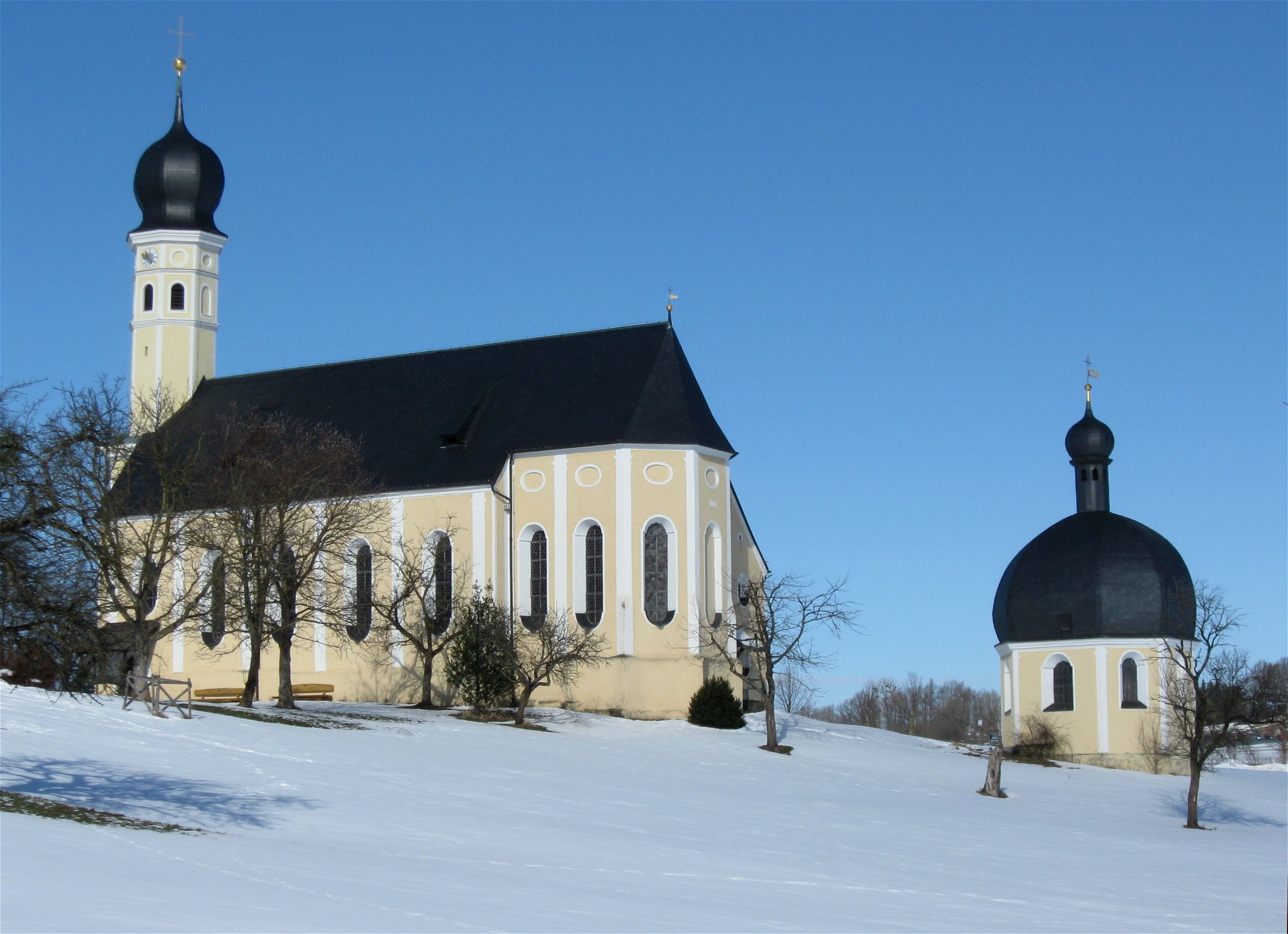
Wallfahrtskirche von Südosten
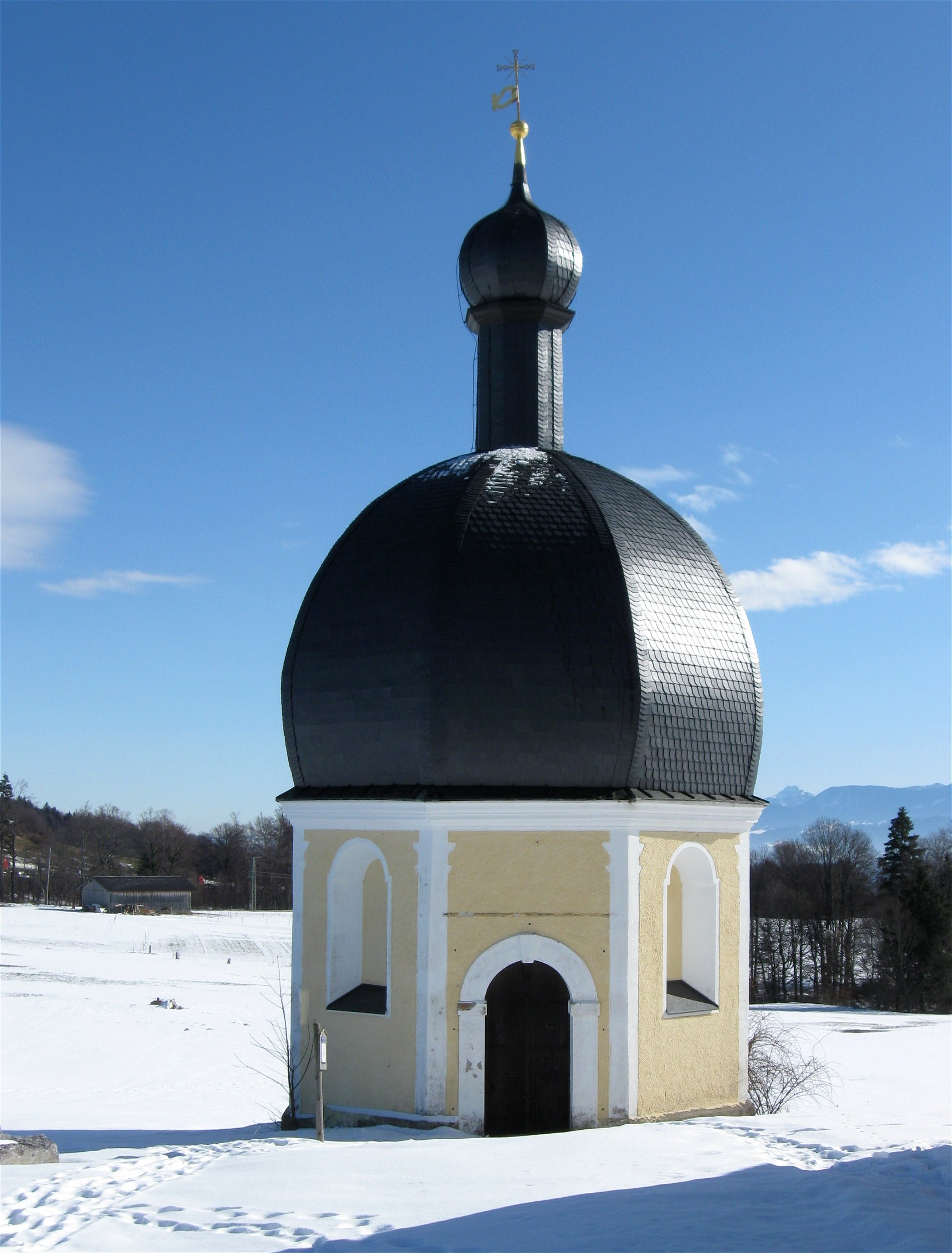
Veitskapelle
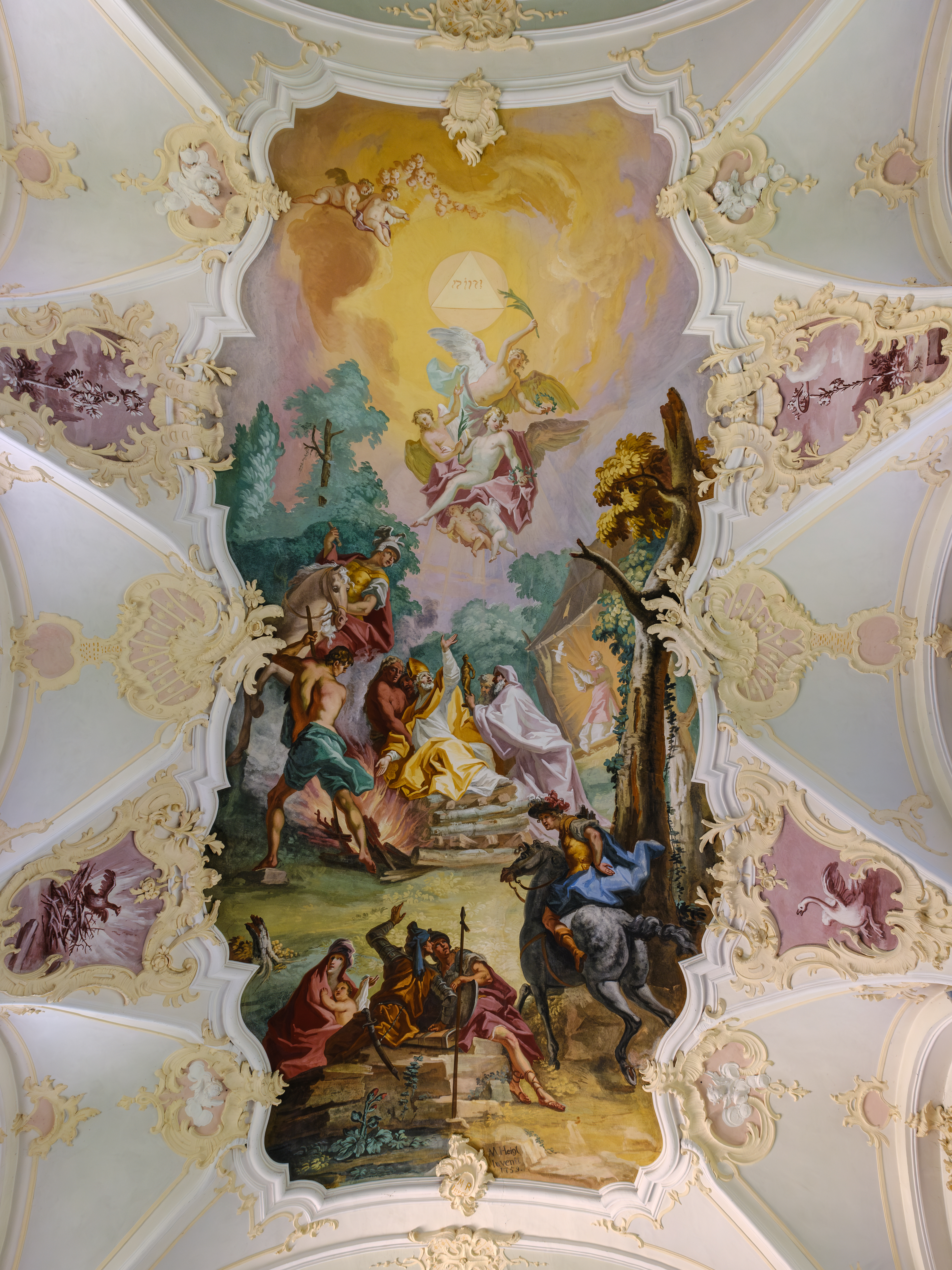
Fresken von Martin Heigl
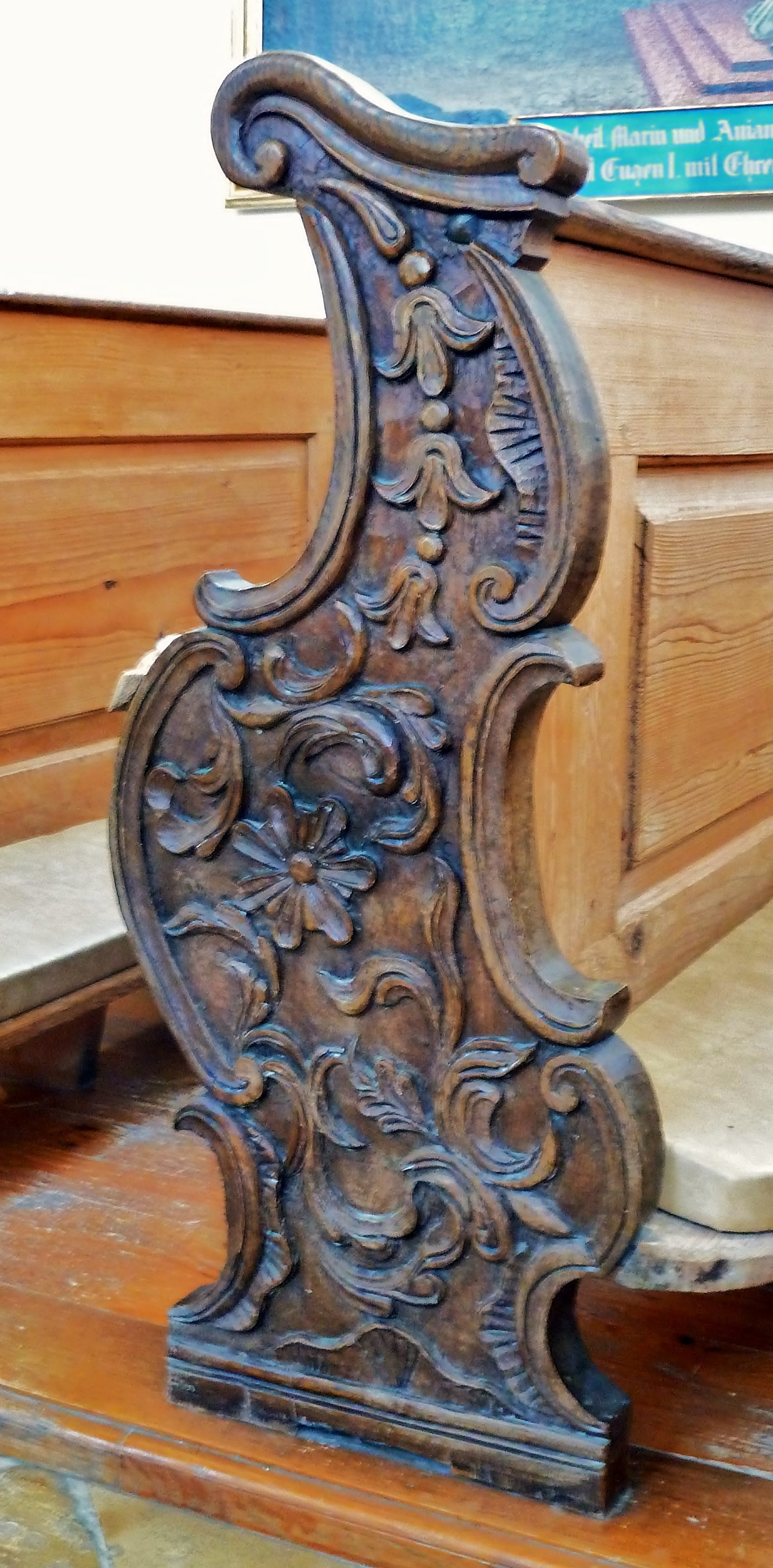
Geschnitzte Wange einer Betbank